# Équipe cycliste Manzaneque
L'équipe cycliste Manzaneque est une équipe cycliste espagnole ayant existé en 1980.

## Histoire de l'équipe
En 1979, la Peña Hermanos Manzaneque est co-sponsor, avec Colchon CR, d'une formation cycliste. L'année suivante, la Peña Hermanos Manzaneque est sponsor unique d'une équipe, née de la scission de la structure Colchon CR - Peña Hermanos Manzaneque. Cette équipe est plus connue sous le nom d'équipe cycliste Manzaneque. En 1981, la formation, toujours dirigée par Miguel Moreno Cachinero, trouve un nouveau sponsor avec les chocolats Hueso. La Peña Hermanos Manzaneque (sponsor devenu minoritaire en 1981) se désengage totalement en 1982. Hueso chocolates reste sponsor unique jusqu'en 1985. En 1986, les chocolats Zahor prennent le relais et ce pendant trois ans. En 1989, un co-sponsor arrive, les montres Lotus. À la fin de l'année, Zahor Chocolates se retire, et en 1990, la formation s'appelle alors Lotus - Festina.

## Équipes
| Manzaneque 1980 |
| - Juan Enrique Bayo - Antonio Cabello Munoz - Francisco Codony Garcia - Juan Enriquez Bayo - Juan Garcia Diaz - Rafael González Tercero (es) - Isidro Juárez - Jesús López Carril - Jesús Manzaneque - Jaime Martin Tarancon - Carlos Ocana Crespo - Francisco Sala Oliveras - Vicente Trujillo Ruiz - Juan Vitoria Campos - Ricardo Zúñiga (es) |

## La victoire
- 1980 : 1 victoire
  - Tour d'Espagne 1980
    - 1 victoire d'étape (Jesús López Carril)